# Stratford-upon-Avon
Stratford-upon-Avon (chiamata così perché sorge presso il fiume Avon) è situata nel cuore delle Midlands Occidentali, nel Regno Unito. Appartiene al distretto Stratford-on-Avon, nel Warwickshire, nell'Inghilterra Centrale. Stratford, che è conosciuta in tutto il mondo per essere la città natale di William Shakespeare, è una città che conta 27 445 abitanti (cens. 2011), centro amministrativo del distretto di Stratford.

## Economia

### Industria
Stratford è una meta turistica popolare, grazie al suo illustre cittadino William Shakespeare, e per questo motivo riceve all'anno un numero stimato di 4,9 milioni di visitatori da tutto il mondo. Oltre al turismo, la città ha industrie di alluminio e qualche cantiere navale.

## Geografia fisica

### Clima
Il clima è caratterizzato da inverni caldi e da poca piovosità.

## Storia
Stratford ha origini anglo-sassoni ed è cresciuta come centro di commercio nel Medioevo.

## Collegamenti

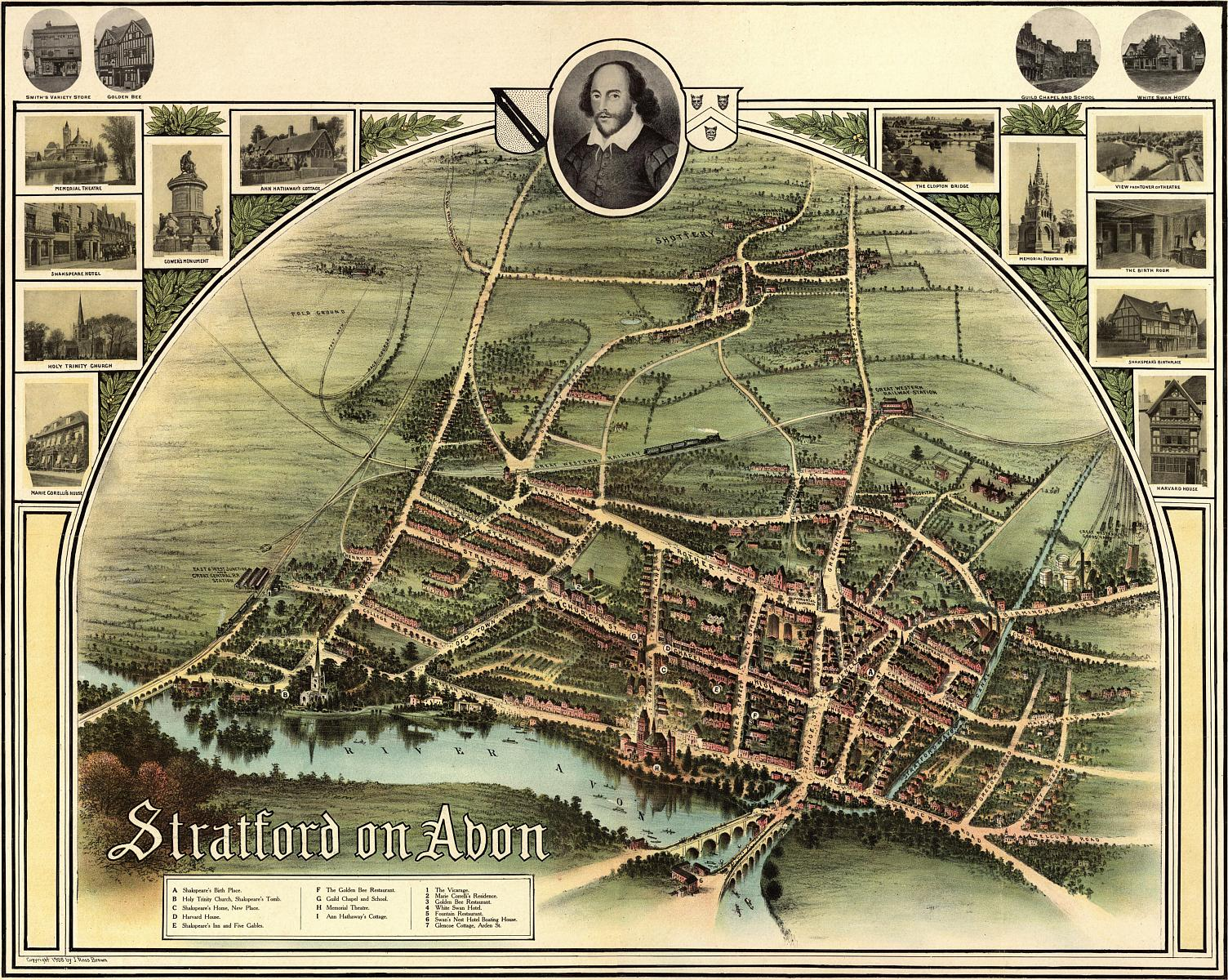
Mappa storica della città risalente al 1902

Il paese è vicino alla seconda città per grandezza del Regno Unito, Birmingham, ed è facilmente accessibile dalla Junction 15 o dall'autostrada M40. Lo Stratford Northern Bypass è stato aperto nel giugno 1987 come autostrada A422.
È inoltre collegata tramite vie ferroviarie a Birmingham (dalle stazioni Snow Hill Station e Moor Street Station) e Londra, dalla cui Marylebone Station partono sette treni diretti al giorno.

## Attrazioni turistiche
La città si trova sul fiume Avon, sulle cui rive è situato il Royal Shakespeare Theatre, sede della Royal Shakespeare Company (RSC). Questa possiede anche altri due teatri più piccoli, lo Swan Theatre, costruito sul modello di un teatro elisabettiano, e The Other Place.
Altre attrazioni all'interno della città sono il luogo di nascita di Shakespeare e due edifici, Hall's Croft, casa della figlia Susannah del drammaturgo, e New Place, costruito su una precedente casa posseduta a Shakespeare stesso. A Stradford si trova anche la Holy Trinity Church, dove l'autore fu battezzato e dov'è sepolto.
Vicino alla città ci sono due altre proprietà associate a Shakespeare: l'Anne Hathaway's Cottage, la prima casa della moglie del drammaturgo, e la Mary Arden's House, prima casa della madre.
Attrazioni che non hanno a che fare con l'autore sono il museo Teddy bear, una fattoria di farfalle, i giardini Bancroft e il The Black Swan (dall'inglese: il cigno nero), conosciuto localmente come Dirty Duck (l'anatra sporca), un pub che veniva frequentato dagli attori dopo gli spettacoli.
A otto miglia di distanza si trova il Ragley Hall, una delle migliori case inglesi, e residenza del Jerwood Sculpture Park.

## Istruzione
Stratford è sede di molti istituti per lo studio di Shakespeare, tra cui lo Shakespeare Centre, che possiede libri e documenti sul drammaturgo, e lo Shakespeare Institute, istituto accademico. Ci sono inoltre varie scuole primarie e secondarie.

## Architetture religiose
- Stratford-upon-Avon Elim Pentecostal Church
- Stratford-upon-Avon Heartlands Church
- Stratford-upon-Avon Holy Trinity Church
- Stratford-upon-Avon Methodist Church
- Renewal Stratford
- Stratford-upon-Avon St Gregory the Great
- Stratford-upon-Avon Baptist Church
- Stratford-upon-Avon URC
- Stratford-upon-Avon The Salvation Army
- Word of Life Christian Centre

## Amministrazione

### Gemellaggi
- Stratford (Connecticut), Stati Uniti
- Stratford (Ontario), Canada
- Doha, Qatar
- Stratford (Nuova Zelanda), Nuova Zelanda